# The Bolshoi
The Bolshoi byla anglická hudební skupina, náležející ke generaci rockové nové vlny.
Skupinu založili v roce 1983 ve Woolowichi členové zaniklé punkové skupiny Moskow, zpěvák a kytarista Trevor Tanner a bubeník Jan Kalicki. V roce 1985 kapela přesídlila do Londýna a vydala svůj první singl „Sob Story“. Největšími hity byly skladby „Happy Boy“, „Sunday Morning“ a „A Way“ (použitá ve filmu Něco divokého), skupina také nahrála coververzi písně Jacquese Brela „Amsterdam“. Její hudební projev se vyznačoval syrovým zvukem, přecházejícím od post-punku k zárodkům gotického rocku využívajícího syntezátory. Intelektuální a pesimisticky laděné texty podtrhoval Tannerův výrazně stylizovaný pěvecký projev. Skupina ukončila činnost v roce 1988 ještě před vydáním čtvrtého alba Country Life, které se dostalo na veřejnost až po sedmadvaceti letech.

## Diskografie

### Studiová alba
- Giants (1985)
- Friends (1986)
- Lindy's Party (1987)
- Country Life (nahráno 1988, vydáno 2015)

### Kompilace
- Bigger Giants (1990)
- A Way - Best of The Bolshoi (1999)
- A Life Less Lived: The Gothic Box (2006)
- The Bolshoi 5 CD Box Set (2015)